# Бисарпи
Бисарпи́ (удм. «починок детей Виссариона») — деревня в Балезинском районе Удмуртии. Входит в сельское поселение Кожильское.
Расположена на левом берегу реки Диньшурка в 9 км к югу от Балезино, в 33 км к юго-востоку от Глазова и в 115 км к северу от Ижевска. На реке возле деревни имеется пруд.
На западе вблизи деревни проходит автодорога Киров — Игра, на севере — подъездная дорога от неё к посёлку Балезино-3 (по мосту через Диньшурку). Ближайшая ж.-д. станция Диньшур (на линии Киров — Балезино-3) находится в 3 км к северо-востоку от деревни.

## Население
| 2010 | 2012 | 2014 |
| ---- | ---- | ---- |
| 0    | ↗3   | →3   |

## История
Починок Диньшурский (первоначальное название деревни Бисарпи) впервые упоминается в 6-й ревизской сказке в 1811 году. Основан выходцами из деревни Извиль (сегодня входит в состав посёлка Балезино). Починок состоял из 2-х дворов, в которых проживало 20 человек. Первые жители Фёдор Игнатьевич Князев и Андрей Исакович Фёдоров.
До 12 июля 2005 года деревня входила в Воегуртское сельское поселение.